# Житловий комплекс «A136»
ЖК «A136 Highliht Tower» - 33 поверховий хмарочос у місті Києві. 

## Архітектурні особливості
Архітектура башти нагадує американський хмарочос Трамп-тауер